# Axel Alm
Anders Johan Axel Alm, född 22 februari 1815 i  Stockholm, död 28 januari 1872 i Hovförsamlingen, Stockholm
, var en svensk byggmästare.
Alm var en av Stockholms främsta byggmästare under 1850- och 1860-talen. Till hans minne instiftade 1874 hustrun Sofia Alm Axel och Sofia Alms stiftelse.

## Biografi
År 1830 inskrevs Alm i murmästarämbetet. Han genomgick en kurs vid Konstakademien och antogs 1848 som murmästare nummer 142 i ämbetet. Som mur- och byggmästare hade han stor verksamhet i Stockholm och uppförde bland annat  Stockholms sjukhem på Kungsholmen och Tanto sockerbruks byggnad vid Årstaviken. Han var ägare till 11 fastigheter, däribland ämbetets stamhus, kvarteret Järnlodet  6, Nybrogatan 22.
Alm hade flera förtroendeuppdrag; bland annat var han ledamot i Lindhagenkommittén som genom sin generalplan för Stockholm skulle väsentlig förändra stadens planering och utbyggnad kring sekelskiftet 1900.
Alm avled den 28 januari 1872 av morbus brighti (njursjukdom). Han gravsattes den 15 maj 1872 på Norra begravningsplatsen och hans hustru gravsattes tre år senare. Vid sin död efterlämnande han en förmögenhet som översteg en miljon kronor. Ur denna förmögenhet kom medlen till Axel och Sofia Alms stiftelse.